# Hasso Scholz
Hasso Scholz (* 24. August 1937 in Stettin) ist ein deutscher Emeritus für Pharmakologie und Toxikologie.

## Leben
Scholz ist Sohn von Hans Friedrich Scholz, Nahrungsmittelchemiker und Apotheker in Stettin, Hamburg, Heiligenhafen und Eutin. Die Mutter ist Ruth geborene von Langendorff. Er besuchte die Johann-Heinrich-Voß-Schule in Eutin. Nach dem Abitur 1956 studierte er an der Ruprecht-Karls-Universität Heidelberg und der Philipps-Universität Marburg Pharmazie und Humanmedizin. Am 16. Dezember 1958 wurde er im Corps Teutonia Marburg recipiert. Als Inaktiver wechselte er an die Freie Universität Berlin und die Johannes Gutenberg-Universität Mainz. Er wurde 1962 als Apotheker und 1972 als Arzt approbiert. 1970 habilitierte er sich in Mainz. 1976–1981 war er Vorsteher der Abteilung Biochemische Pharmakologie der Medizinischen Hochschule Hannover. An der Universität Hamburg war er 1982–2002 Direktor des Instituts für Experimentelle Pharmakologie, Klinische Pharmakologie und Toxikologie. Wissenschaftliche Schwerpunkte sind der Wirkungsmechanismus herzwirksamer Pharmaka, die Signaltransduktion, Herzrhythmusstörungen und die Herzinsuffizienz. Scholz war toxikologischer Gutachter in der sog. Barschel-Affäre.

## Akademische Ehrenämter
- 1987–1990 Vorsitzender der Deutschen Gesellschaft für Pharmakologie und Toxikologie
- 1991–1992 Vorsitzender der Deutschen Gesellschaft für Kardiologie – Herz- und Kreislaufforschung
- 1981–1992 Mitglied der Transparenzkommission beim Bundesgesundheitsamt
- 1993–1995 Sachverständiger im Institut Arzneimittel in der gesetzlichen Krankenversicherung beim Bundesministerium für Gesundheit zur Erstellung einer Positivliste
- 1996–2006 Mitglied der Zulassungskommission A vom Bundesinstitut für Arzneimittel und Medizinprodukte

## Ehrungen
- Mitglied der Joachim-Jungius-Gesellschaft der Wissenschaften (1986)
- Ehrenmitglied der Ungarischen Gesellschaft für Kardiologie (1993)
- Dr. med. vet. h. c. der Universität Bern (1995)
- Mitglied der Academia Europaea (1996)
- Wahl in die Deutsche Akademie der Naturforscher Leopoldina (1996)[4]
- Founding Fellow der International Society for Heart Research (2001)
- Seniormitglied der Akademie der Wissenschaften in Hamburg (2005)